# 胡承珙

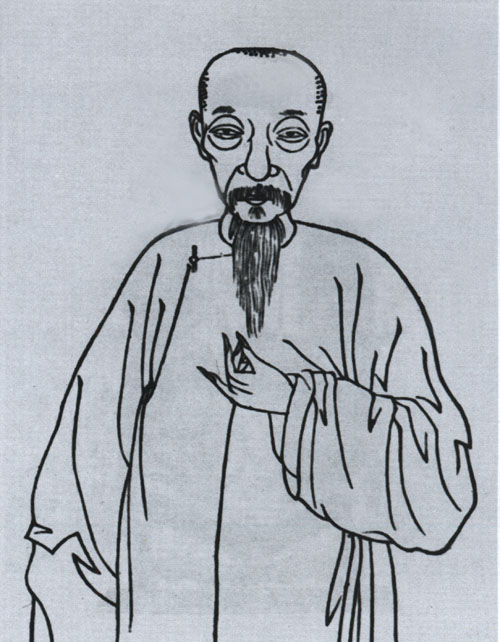
道光十四年（1834年）《求是堂诗文集》之胡承珙像

胡承珙（1776年—1832年），字景孟，号墨庄，安徽涇縣人，清朝官員。
嘉庆十年（1805年）乙丑科進士。嘉慶十四年（1809年）授翰林院編修。道光元年（1821年）擔任按察使銜分巡台灣兵備道。胡承珙潜心经学，着意《毛诗》，广证博考以求本意，著有《毛诗后笺》。另有《仪礼古今文疏义》、《尔雅古义》以及《求是堂诗文集》等。
子胡先翰、胡先頖。

## 延伸阅读
[在维基数据编辑]
 《清史稿·卷482》，出自趙爾巽《清史稿》